# Бьёркстранд, Густав
Хилдинг Густав Маттиас Бьёркстранд (швед. Hilding Gustav Mattias Björkstrand; 25 октября 1941, Каарлела, Финляндия) — финский государственный и церковный деятель, епископ епархии Порвоо (2006—2009) евангелическо-лютеранской церкви Финляндии, доктор богословия; ранее — ректор академии Або (1997—2005), министр культуры и искусства Финляндии (1983—1987).

## Биография
Родился 25 октября 1941 года на северо-западе Финляндии, в селении Каарлела, вошедшем позднее в состав города Коккола.
В 1964 году над ним была совершена ординация в лютеранского пастора, после чего с 1965 по 1969 год он проходил своё служение в Хельсинки, а с 1971 по 1974 год — в качестве ректора Христианской народной школы в Уусикаарлепюу.
В 1976 году получил степень доктора богословия в Академии Або в Турку.
С 6 мая 1983 по 30 апреля 1987 года возглавил министерство культуры и искусства Финляндии в составе правительства Сорсы.
С 1987 по 1991 год был депутатом парламента Финляндии от Шведской народной партии и членом Северного совета.
1 января 1997 года возглавил в качестве ректора академию Або в городе Турку и в этой должности состоял председателем Совета ректоров Финляндии. 31 декабря 2005 года завершил свои ректорские полномочия.
4 октября 2006 года голосами 308/146 был избран лютеранским епископом епархии Порвоо, опередив другого кандидата Хенрика Перрета. Интронизация состоялась 3 декабря 2006 года в Порвоо.
В конце октября 2009 года вышел на пенсию.